# Ronde van Frankrijk 1932
| Route van de Ronde van Frankrijk 1932 met start en finish in Parijs. |                    |              |
| Eindklassement                                                       |                    |              |
| Algemeen klassement                                                  | André Leducq       | 154h 11' 49" |
| Tweede                                                               | Kurt Stöpel        | + 24' 03"    |
| Derde                                                                | Francesco Camusso  | + 26' 21"    |
| Vierde                                                               | Antonio Pesenti    | + 37' 08"    |
| Vijfde                                                               | Georges Ronsse     | + 41' 04"    |
| Zesde                                                                | Frans Bonduel      | + 45' 13"    |
| Zevende                                                              | Oskar Thierbach    | + 58' 44"    |
| Achtste                                                              | Jef Demuysere      | + 1h 03' 24" |
| Negende                                                              | Luigi Barral       | + 1h 06' 57" |
| Tiende                                                               | Georges Speicher   | + 1h 08' 37" |
| Rode Lantaarn                                                        | Rudolf Risch (57e) | + 5h 05' 14" |
| Ploegenklassement                                                    | Italië             | -            |
| Tweede                                                               | België             | -            |
| Derde                                                                | Frankrijk          | -            |

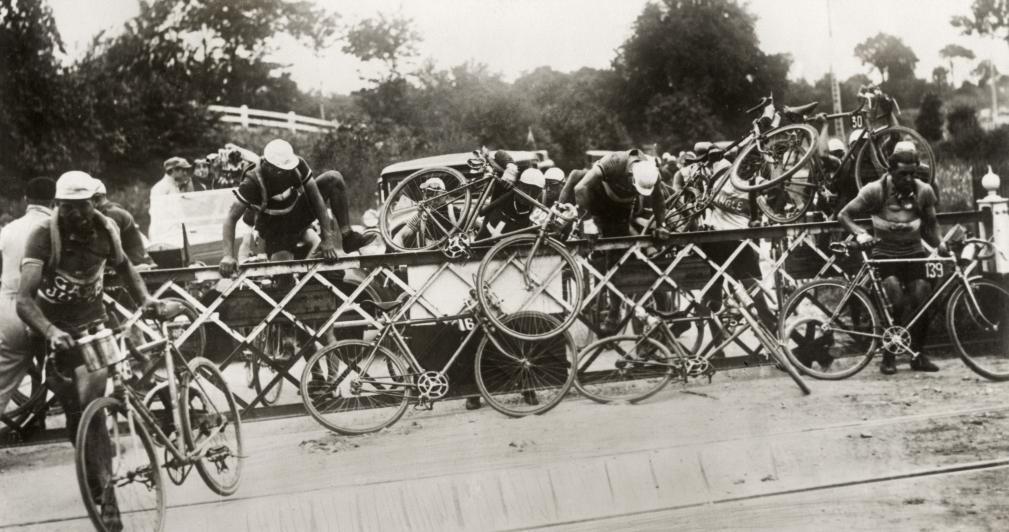
Wielrenners beklimmen bewaakte overweg.

In 1932 ging de 26e Tour de France van start op 6 juli in Parijs. Hij eindigde op 31 juli in Parijs. Er stonden 40 renners verdeeld over .. ploegen aan de start. Daarnaast stonden er nog 40 individuelen aan de start. Een nieuwigheid was een ruimhartig bonificatiesysteem: De eerste 3 renners in elke etappe kregen 4, 2 en 1 minuut korting op hun gereden tijd.
In de tweede etappe wist Kurt Stöpel als eerste Duitser een etappe te winnen, en hij werd meteen ook de eerste Duitse geletruidrager. De volgende dag moest hij die echter alweer inleveren bij de Fransman André Leducq. Leducq weet in de rest van de ronde zijn voorsprong te consolideren en zelfs uit te bouwen. Uiteindelijk wint hij de Tour met 24 minuten en 3 seconden voorsprong op Stoepel. De bonificaties blijken van groot belang voor de uitslag geweest te zijn: Leducq had 31 minuten gekregen, Stoepel slechts 7, en zonder die bonussen zou dit dus het kleinste verschil uit de geschiedenis van de Ronde geweest zijn.

Aantal ritten: 21 

Totale afstand: 4520 km 

Gemiddelde snelheid: 29.047 km/h 

Aantal deelnemers: 80 

Aantal uitgevallen: 23 

## Belgische en Nederlandse prestaties
In totaal namen er 15 Belgen en 0 Nederlanders deel aan de Tour van 1932. 

### Belgische etappezeges
- Jean Aerts won de 1e etappe van Parijs naar Caen.
- Georges Ronsse won de 4e etappe van Bordeaux naar Pau.
- Frans Bonduel won de 6e etappe van Luchon naar Perpignan en de 7e etappe van Perpignan naar Montpellier.
- Gerard Loncke won de 16e etappe van Belfort naar Straatsburg.
- Gaston Rebry won de 19e etappe van Charleville naar Malo-les-Bains.

### Nederlandse etappezeges
- In 1932 was er geen Nederlandse etappezege.

## Etappes
- 1e Etappe Parijs - Caen: Jean Aerts (Bel)
- 2e Etappe Caen - Nantes: Kurt Stöpel (Dui)
- 3e Etappe Nantes - Bordeaux: André Leducq (Fra)
- 4e Etappe Bordeaux - Pau: Georges Ronsse (Bel)
- 5e Etappe Pau - Luchon: Antonio Pesenti (Ita)
- 6e Etappe Luchon - Perpignan: Frans Bonduel (Bel)
- 7e Etappe Perpignan - Montpellier: Frans Bonduel (Bel)
- 8e Etappe Montpellier - Marseille: Michele Orecchia (Ita)
- 9e Etappe Marseille - Cannes: Raffaele Di Paco (Ita)
- 10e Etappe Cannes - Nice: Francesco Camusso (Ita)
- 11e Etappe Nice - Gap: André Leducq (Fra)
- 12e Etappe Gap - Grenoble: Roger Lapébie (Fra)
- 13e Etappe Grenoble - Aix-les-Bains: André Leducq (Fra)
- 14e Etappe Aix-les-Bains - Evian: Raffaele Di Paco (Ita)
- 15e Etappe Evian - Belfort: André Leducq (Fra)
- 16e Etappe Belfort - Straatsburg: Gerard Loncke (Bel)
- 17e Etappe Straatsburg - Metz: Raffaele Di Paco (Ita)
- 18e Etappe Metz - Charleville: Raffaele Di Paco (Ita)
- 19e Etappe Charleville - Malo-les-Bains: Gaston Rebry (Bel)
- 20e Etappe Malo-les-Bains - Amiens: André Leducq (Fra)
- 21e Etappe Amiens - Parijs: André Leducq (Fra)

 winnaars gele trui · 
 puntenklassement · 
 bergklassement · 
 jongerenklassement · 
 tussensprintklassement · 
 combinatieklassement · 
 ploegenklassement · 
 strijdlust · 
rode lantaarn
records · meeste deelnames · ranglijst etappewinnaars · bekende beklimmingen · valpartijen · dopinggevallen · Grand Départ · Souvenir Henri Desgrange
1903 · 
1904 · 
1905 · 
1906 · 
1907 · 
1908 · 
1909 · 
1910 · 
1911 · 
1912 · 
1913 · 
1914 ·
1915 ·
1916 ·
1917 ·
1918 · 
1919 · 
1920 · 
1921 · 
1922 · 
1923 · 
1924 · 
1925 · 
1926 · 
1927 · 
1928 · 
1929 · 
1930 · 
1931 · 
1932 · 
1933 · 
1934 · 
1935 · 
1936 · 
1937 · 
1938 · 
1939 · 
1940 ·
1941 ·
1942 ·
1943 ·
1944 ·
1945 ·
1946 ·
1947 · 
1948 · 
1949 · 
1950 · 
1951 · 
1952 · 
1953 · 
1954 · 
1955 · 
1956 · 
1957 · 
1958 · 
1959 · 
1960 · 
1961 · 
1962 · 
1963 · 
1964 · 
1965 · 
1966 · 
1967 · 
1968 · 
1969 · 
1970 · 
1971 · 
1972 · 
1973 · 
1974 · 
1975 · 
1976 · 
1977 · 
1978 · 
1979 · 
1980 · 
1981 · 
1982 · 
1983 · 
1984 · 
1985 · 
1986 · 
1987 · 
1988 · 
1989 · 
1990 · 
1991 · 
1992 · 
1993 · 
1994 · 
1995 · 
1996 · 
1997 · 
1998 · 
1999 · 
2000 · 
2001 · 
2002 · 
2003 · 
2004 · 
2005 · 
2006 · 
2007 · 
2008 · 
2009 · 
2010 · 
2011 · 
2012 · 
2013 · 
2014 · 
2015 · 
2016 · 
2017 · 
2018 · 
2019 ·
2020 · 
2021 · 
2022 · 
2023 · 
2024 · 
2025